# Sternotomis pulchra
Espèce
Synonymes
- Cerambyx pulcher Drury, 1773
- Lamia (Sternotomis) pulchra (Drury) Westwood, 1837
- Lamia blanda Schönherr, 1817
- Sternotomis pulchra m. ivorensis Teocchi, Jiroux, Sudre & Ture, 2008
- Sternotomis imperialis (Fabricius) Heyne-Tasch., 1904

Sternotomis pulchra est une espèce de coléoptères d'Afrique appartenant à la famille des Cerambycidae (longicornes).

## Description
Le corps de Sternotomis pulchra peut atteindre 20 à 25 mm. Sa tête, son prothorax et ses élytres sont de couleur orange. Le thorax porte des anneaux noirs transversaux et une pointe de chaque côté. Les élytres présentent des marques noires et des taches vert clair. Les fémurs et les tibias sont verts. Les antennes sont noires et plus longues que le corps.
Ce longicorne se nourrit aux dépens du caféier du Liberia (Coffea liberica).

## Distribution
Cette espèce est connue au Sénégal, en Sierra Leone, au Libéria, en Côte d'Ivoire, au Ghana, au Togo, au Bénin, au Nigéria, au Cameroun, en République centrafricaine, au Zaïre, au Soudan, en République du Congo, au Gabon, en Ouganda et en Angola.

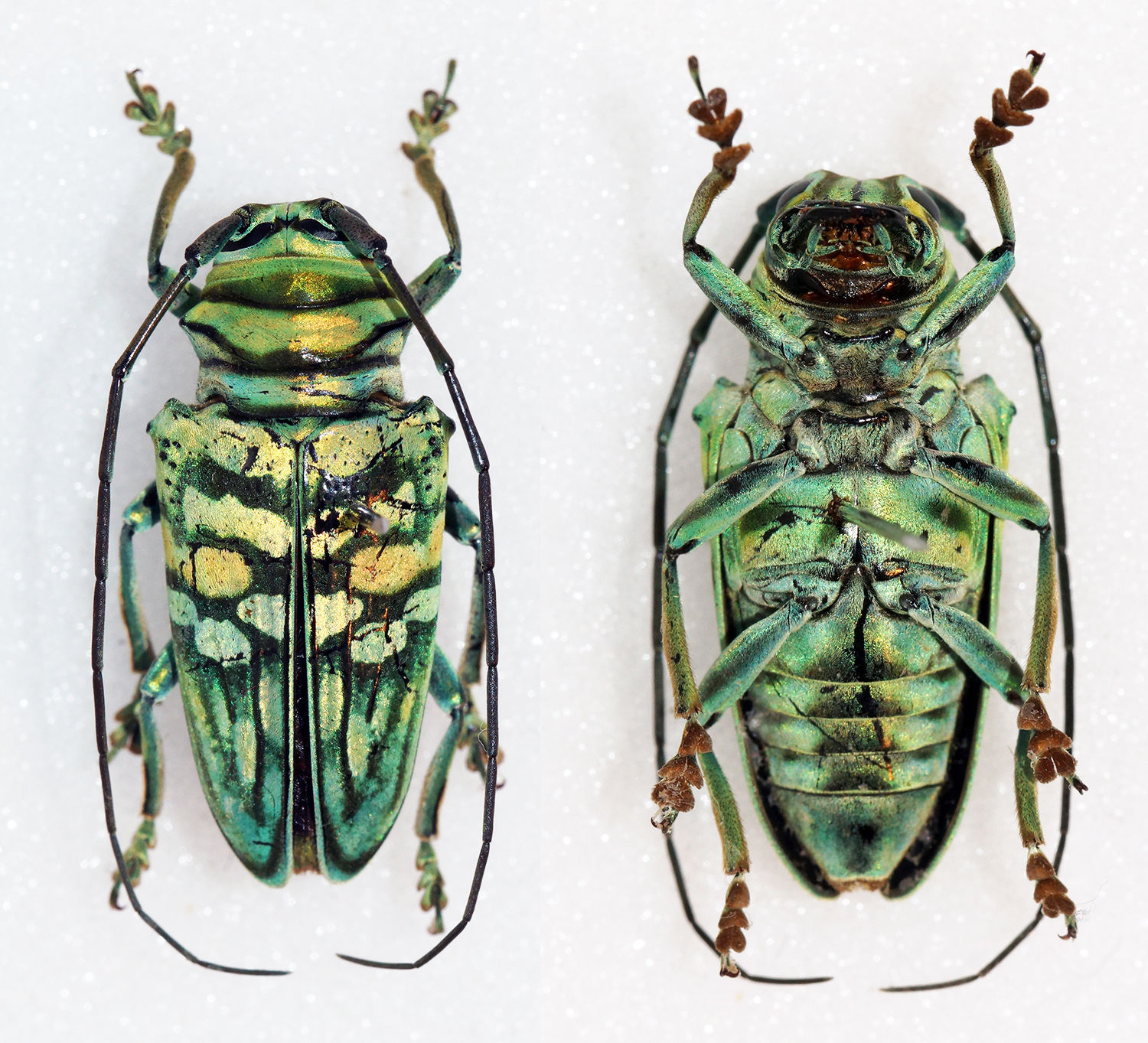
S. pulchra var. viridescens (RDC).

## Liste des sous-espèces
- Sternotomis pulchra var. bifasciata (Fabricius, 1775)
- Sternotomis pulchra var. humeralis (Fabricius, 1775)
- Sternotomis pulchra var. imatongensis Allard, 1993
- Sternotomis pulchra var. maculata Breuning, 1935
- Sternotomis pulchra var. obscura (Voet, 1778)
- Sternotomis pulchra var. ornata (Olivier, 1795)
- Sternotomis pulchra var. viridescens Breuning, 1935